# Tinospora esiangkara
Tinospora esiangkara är en tvåhjärtbladig växtart som först beskrevs av Frederick Manson Bailey, och fick sitt nu gällande namn av Lewis Leonard Forman. Tinospora esiangkara ingår i släktet Tinospora och familjen Menispermaceae. Inga underarter finns listade i Catalogue of Life.